# Isoo Fukui
Isoo Fukui  (Japans 福井五十雄, Fukui Isoo, 10 april 1947) is een Japanse contrabassist en cellist in de jazz.

## Biografie
Isoo Fukui, die in 1968 naar Tokio verhuisde, werd in 1972 lid van het trio van pianist Masaru Imada, waarmee hij datzelfde jaar Shigeko Toya begeleidde (Commin’ Out, Three Blind Mice). Met Masaru Imada nam hij ook in 1973 op. In de jaren erop speelde hij in het kwintet van Seiichi Nakamura, verder werkte hij samen met Tsuyoshi Yamamoto, Junichiro Ohguchi en Hideo Ichikawa, alsook met Mitsuaki Kanno en Masanori Sasaji. In 1976 kwam hij met zijn eerste album als leider, de plaat Sunrise/Sunset (Three Blind Mice), opgenomen met Shoji Yokouchi, Hideo Ichikawa, Kazuhiro Matsuishi en Tetsujiro Obara (drums). In 1977 volgde een duoplaat (met Hideo Ichikawa resp. Masayuki Ise, gitaar), in 1980 het album ’Round About Midnight (Denon, met Yasuaki Shimizu, Soichi Noriki, Hideo Yamaki).
In de jaren 80 werkte hij o.a. mee aan opnames van Bobby Enriquez, Sakurako Ogyu. Vanaf de jaren 90 werkte hij in het trio van Tsuyoshi Yamamoto (met Tetsujiro Obara) en in het trio van Takeshi Kurita (Emotion). In de jazz speelde hij tussen 1972 en 1992 mee op 33 opnamesessies, o.a. van de vocalisten Minami Yasuda, Ayako Hosokawa, Eri Ohno, Mari Kanemoto, Keiko Saijo, Toshio Oida, Emi Oya alsook het duo van Nakaido Reichi en Yoshitaro Kanazaki.